# Ectoedemia alnifoliae
Ectoedemia alnifoliae là một loài bướm đêm thuộc họ Nepticulidae. Nó được tìm thấy ở the Troodos mountains on Cộng hòa Síp, Hy Lạp (Samos) và miền nam Thổ Nhĩ Kỳ.
Sải cánh dài khoảng 6.6 mm. Con trưởng thành bay vào tháng 4. Có một lứa một năm.
Ấu trùng ăn Quercus alnifolia và Quercus coccifera. Chúng ăn lá nơi chúng làm tổ. The mine consists of a narrow, much contorted, corridor that widens into a large blotch against the leaf margin.

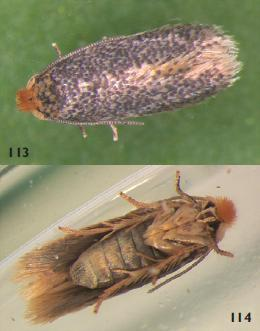
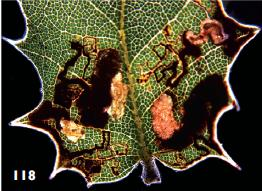
Mine và larvae on Quercus coccifera
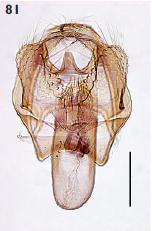
Male genitalia
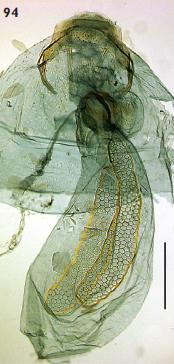
Female genitalia
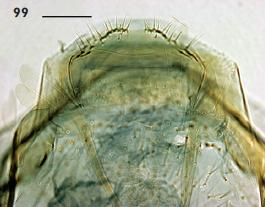
Female terminal abdominal segment